# 고산초등학교 (제주)
고산초등학교는 대한민국 제주특별자치도 제주시 한경면에 있는 공립 초등학교이다.

## 학교 연혁
- 1915년 4월 1일 : 고산 신성사숙 설립
- 1940년 4월 1일 : 사립고산심상소학교 인가
- 1945년 5월 1일 : 고산공립국민학교 개교
- 1970년 3월 1일 : 제주도교육청 지정 사회과 연구학교
- 1981년 3월 10일 : 병설유치원 개원
- 1983년 3월 1일 : 제주도교육청 지정 새학교 경영 연구학교
- 1987년 3월 1일 : 제주도교육청 지정 급식 연구학교
- 1990년 3월 1일 : 북제주군교육청 지정 저축 시범학교(1990~1991)
- 1991년 3월 1일 : 제주도교육청 지정 학습지도 시범학교(1991~1992)
- 1996년 3월 1일 : 고산초등학교로 개명
- 1998년 3월 1일 : 교육부 지정 유아교육 시범 유치원 운영(1998~1999)
- 2000년 3월 1일 : 제주도교육청 지정 에너지절약 시범학교(2000~2001)
- 2003년 3월 22일 : 우정관(체육관) 준공, 개관
- 2004년 3월 1일 : 제주도교육청 지정 통계교육 시범학교(2004~2005)
- 2008년 3월 1일 : 교육과학기술부 지정 디지털교과서 연구학교(2008~2009)
- 2009년 7월 1일 : 농산어촌 전원학교
- 2010년 3월 1일 :   특수학급 1학급 신설
- 2010년 10월 8일 : 제1회 대한민국 좋은 학교 박람회 참가
- 2012년 3월 1일 : 제주특별자치도교육청 지정 스마트교육정책연구학교(2012~2013)
- 2013년 3월 1일 : 제주형 교육복지우선지원사업 중심학교(2013~현재)
- 2014년 3월 1일 : 교육부요청 제주특별자치도교육청 지정 디지털교과서 정책연구학교(2014~2015)
- 2016년 2월 29일 : 비가림 설치(본관, 유치원→급식실)
- 2016년 3월 1일 : 교육부요청 제주특별자치도교육청 지정 디지털교과서 정책연구학교(2016~2017)
- 2017년 2월 28일 : 잔디 운동장 조성
- 2018년 2월 28일 : 교문 조성 및 석면 교체공사
- 2019년 1월 8일 : 제74회 졸업 15명(총 5,075명)
- 2019년 3월 1일 : 제25대 김희선 교장 부임

## 참고 자료
- 고산초등학교 - 한국교육학술정보원 학교알리미